# Mahlstrom (Roman)
Mahlstrom ist ein deutschsprachiger Roman der Schweizer Schriftstellerin Yael Inokai aus dem Jahr 2017. 2018 wurde der Roman mit einem der Schweizer Literaturpreise ausgezeichnet.

## Inhaltsangabe
Die Geschichte handelt von den sechs Dorfkindern, die in einem abgeschiedenen Dorf fern der Grossstadt – und meistens sich selbst überlassen – aufgewachsen sind. Eine aus der Gruppe, die jetzt zweiundzwanzigjährige Barbara, ertränkt sich eines Tages im nahen Fluss und hinterlässt einen rätselhaften Abschiedsbrief. Erst sieben Tage später wird die Leiche am Ufer des Flusses gefunden. Die anderen aus der Gruppe erscheinen zur Beerdigung. Erinnerungen kommen hoch, und sie versuchen, sich dem Verbrechen zu stellen, das sie in ihrer Kindheit begangen haben.
Der neunjährige Yann ist mit seinen Eltern in das Dorf gezogen und findet kaum Anschluss unter den Gleichaltrigen. Er ist klein, zierlich, spricht einen fremden Dialekt, hat eine blühende Phantasie und wird schnell zum Opfer von Hänseleien auf dem Pausenhof und von Schikanen seiner Mitschüler am Nachmittag. Nach und nach freundet er sich mit Barbara an, einem übersensiblen Mädchen, das über jedes Wort, jeden Blick, der sie trifft, nachgrübelt – eine Aussenseiterin im Dorf wie er. Die beiden sprechen in eine Sprache miteinander, die Yann erfunden hat und die niemand sonst versteht. In einer Winternacht lockt die Clique Yann unter dem Vorwand aus dem Haus, sein Hund liege verletzt im Schnee. Sie fallen auf dem Feld über ihn her und prügeln ihn fast zu Tode. Er überlebt zwar, trägt aber schwere körperliche und seelische Schäden davon, die sich später in wiederkehrenden Depressionen äussern. Der Vorfall wird im Dorf totgeschwiegen, keiner der Täter wird zur Rechenschaft gezogen. Man behauptet im Dorf, Yann sei von seinem Hund angefallen worden, und der Hund wird erschossen. Yann verlässt das Dorf, er geht in der Nachbarstadt in ein Gymnasium. Die Kosten trägt der Vater von Barbara und Adam und erkauft sich so Yanns Schweigen über die Täter. Seiner Tochter Barbara, die ebenfalls in das Gymnasium gehen möchte, verweigert er die Zustimmung: Sie ist ja nur ein Mädchen. Das Leben der Dorfbewohner geht weiter seinen Gang, als wäre nichts geschehen. Erst Jahre später, nach Barbaras Tod, wird das Schweigen gebrochen. Nach der Beerdigung Barbaras hält Adam in der Dorfkneipe eine Rede und erzählt zum ersten Mal, was damals in der Nacht auf dem Feld wirklich geschehen ist.

## Form

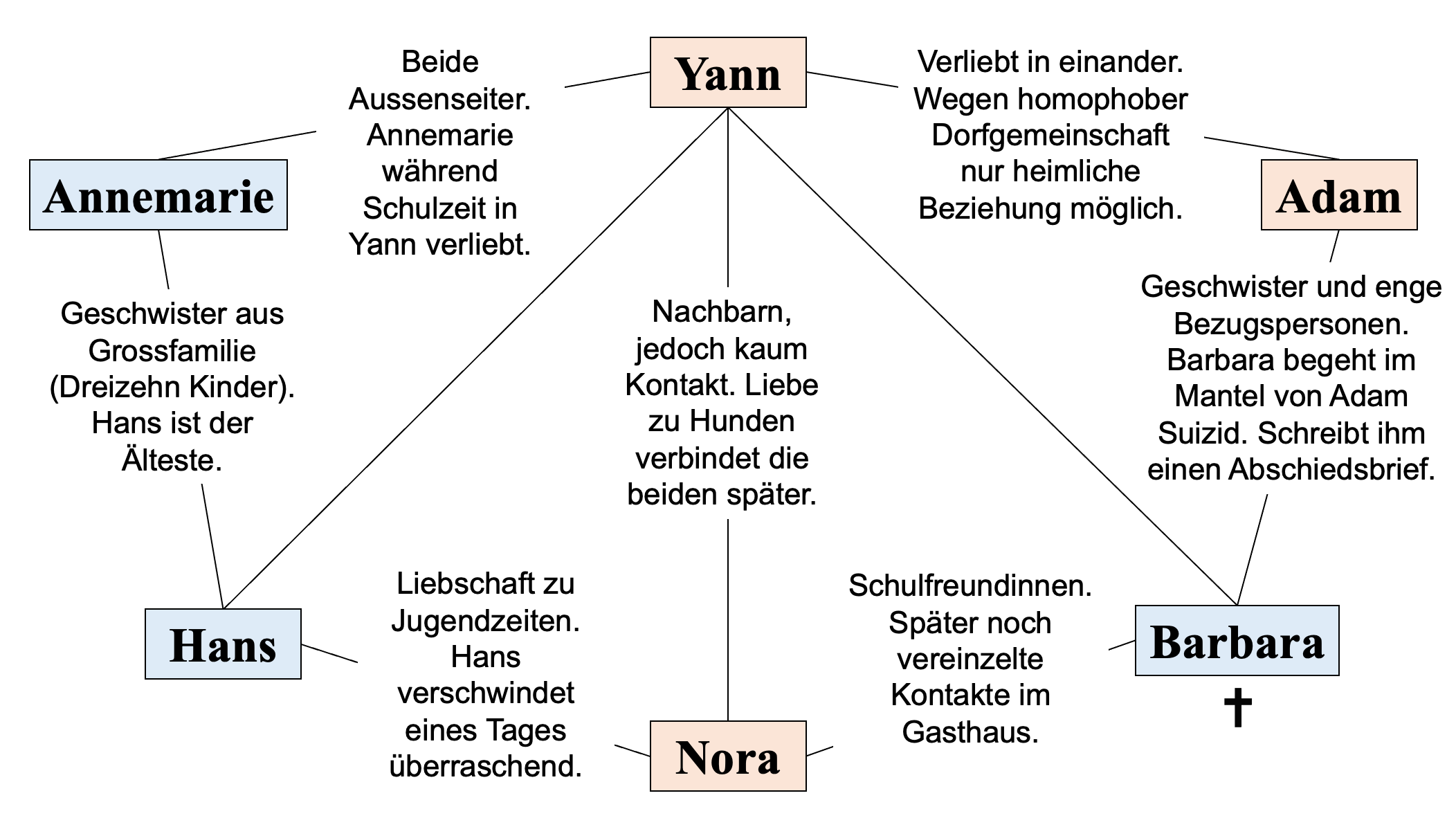
Die Figuren und ihre Beziehung zueinander

Die Geschichte wird abwechselnd aus der Perspektive von drei der sechs beteiligten Personen erzählt, drei Personen kommen überhaupt nicht zu Wort. Erinnerungen an die Kindheit, Begegnungen und Ereignisse aus der Gegenwart, fügen sich, wie in einem Puzzle, schliesslich zu einem Gesamtbild. Einige Erzählepisoden überlappen sich inhaltlich, da dasselbe Ereignis jeweils aus einem anderen Blickwinkel wahrgenommen wurde und in der Rückschau auch unterschiedlich interpretiert wird. Wer gerade erzählt, erschließt sich aus der jeweiligen Kapitelüberschrift. Außerdem gibt es Passagen ohne Überschrift, bei denen unklar bleibt, wer der Erzähler ist.

## Interpretation
In der kleinen Dorfgemeinschaft begegnet man sich zwar höflich, die wirklichen Probleme werden jedoch nicht angesprochen. Man schaut lieber weg und mischt sich nicht in fremde Angelegenheiten ein. Jeder hat seinen Platz in der Gesellschaft und steht doch auf seine Weise alleine da. Die Kinder werden grundsätzlich sich selbst überlassen. Sie ziehen in Gruppen herum und verbringen die meiste Zeit draussen in der Natur. Eltern und Lehrer fordern, befehlen, verbieten und strafen. Die Kinder geben die Gewalt, die sie von den Erwachsenen erfahren, untereinander weiter. Sie kennen nichts anderes. Die Dorfbewohner sind extrem intolerant. Ausgegrenzt wird jeder, der nur ein wenig aus der Norm fällt: Wie eben der homosexuelle Yann oder die psychisch beeinträchtigte Barbara.
Das ganze Drama nimmt seinen Lauf, nachdem die Kinder in die Pubertät kommen. Yann meint selbst, dass plötzlich alle zu spinnen beginnen und die Selbstkontrolle verlieren. Die Jugendlichen versuchen in erster Linie aber nur mit ihren Bedürfnissen klarzukommen. Die vielen ungeschriebenen Gesetze machen es ihnen schwer, ihren Platz in der Gesellschaft zu finden. Die Geschichte handelt von Gemeinschaft und Ausgrenzung, von Freundschaft und Verrat aber auch von Schuld und Wiedergutmachung. Die Autorin blickt gnadenlos hinter die Fassade dieser dörflichen Gemeinschaft. Somit tritt die Frage nach den Gründen von Barbaras Selbstmord relativ bald in den Hintergrund. In den Vordergrund rückt die Art und Weise, wie die jungen Leute ihre Vergangenheit aufarbeiten.
Yael Inokai spricht mit ihrem Roman Mahlstrom aktuelle gesellschaftliche Problematiken an: Es geht um die Frage der Verantwortung der Erwachsenen gegenüber den jüngeren Generationen. Auch spricht die Autorin die Diskriminierung von Minderheiten und die Gruppendynamik unter jungen Menschen an. Yael Inokai nimmt dazu keine Stellung. Sie lässt es der Leserschaft offen, sich mit diesen Themen auseinanderzusetzen. Barbaras Worte aus dem Abschiedsbrief klingen jedenfalls nach: «Es wäre wohl mehr möglich gewesen (S. 161)» – ja, das wäre es wohl.

## Rezeption
2019 wurde der Roman vom SRF als Hörspiel adaptiert und im Januar 2020 gesendet. Im Dezember 2020 wurde es vom Deutschlandfunk übernommen.

### Kritik
Mahlstrom verbindet Präzision mit Poesie. Es ist der zweite Roman der 28-jährigen Autorin. Schon in ihrem Debut Storchenbiss (unter dem Namen Yael Pieren) hat sie von den Auswirkungen traumatischer Erfahrungen erzählt. Doch nun ist die Sprache prägnanter und kantiger geworden, die verschiedenen Erzählstimmen sind souverän komponiert.

«Vom Erzählen erzählen: Yael Inokais zweiter Roman, «Mahlstrom», nimmt einen Selbstmord zum Anlass, um darüber nachzudenken, wer sprechen darf und wessen Geschichte wem gehört.»

«Wie aus der Sprachlosigkeit ein verwundertes Betrachten, ein schamvolles distanziertes Erinnern (…) entstehen – dieser sorgfältig komponierte, anschwellende Redefluss entwickelt einen unwiderstehlichen Sog.»

«In kurzen, knappen Sätzen führt [Yael Inokai] direkt in ihre Welt ein. Mit einem ganz einzigartigen Blick auf das Geschehen lässt sie genau in die Dorfwelt und das Leben der einzelnen Bewohner eintauchen.»

Mahlstrom entwickelt einen Sog, dem man sich nicht entziehen kann. Yael Inokai hat dafür eine eigene Stimme gefunden, die mit sehr sinnlichen und gleichzeitig unkonventionellen Beschreibungen und Vergleichen aufwartet. Eine Entdeckung!

## Ausgaben
- Yael Inokai: Mahlstrom, Roman. Rotpunktverlag, Zürich 2017, ISBN 978-3-85869-760-8